# Moctezuma II
Montezuma II foi um tlatoani asteca. Seu governo teve início em 1502 e terminou em 1520.

## Primeiros anos
Montezuma II era filho de Axayácatl e substituiu o seu tio Ahuitzotl como governante da cidade de Tenochtitlán. Sua personalidade era mais a de um literato (em nahátl, tlatimine) do que de um guerreiro. Era um sacerdote e chefe da Calmecac, a escola das classes superiores, e visto como um semideus.
Motecuhzoma II passou a maior parte de seu reinado consolidando seu poder nas terras conquistadas por seus antecessores. Em 1515, o exército asteca venceu o general Tlaxcala, Tlahuicole. Neste mesmo ano tentou novamente invadir as terras dos Purépechas mas não conseguiram tomar seus territórios pois novamente os astecas foram derrotados e tiveram que se retirar.
Motecuhzoma II instituiu novas reformas imperiais. Após a morte de Nezahualcoyotl, os imperadores astecas haviam-se tornado os governantes de facto da aliança. Motecuhzoma II usou seu reinado para se consolidar como um verdadeiro Imperador Asteca. Em 1502, depois de assumir o poder, removeu muitos dos conselheiros de Ahuitzotl executando vários deles e substituindo-os por ex-alunos seus. Ele também aboliu a classe dos quauhpilli, acabando com a possibilidade de algum plebeu chegar a nobreza.
Para se distanciar das pessoas comuns criou um elaborado ritual, que intriga os estudiosos. Criou um templo especial, dedicado aos deuses das cidades conquistadas, no interior do templo de Huitzilopochtli. Durante seu reinado, ele aumentou o poder da cidade de Tenochtitlán para, posteriormente, dominar as cidades irmãs de Texcoco e Tlatelolco.
Os seus esforços de reforma foram interrompidos pela conquista espanhola em 1519. O seu reinado ficou marcado por duas rebeliões de tribos conquistadas, mas preocupou-se pouco em apaziguá-las e entregou-se largamente ao aspecto religioso do seu estado. Muito versado nas lendas tradicionais, ao receber a notícia do desembarque de Hernán Cortés, convenceu-se de que o deus Quetzalcoátl tinha regressado, conforme este profetizara nas lendas Toltecas, para destruir os povos mexicanos. Este deus, que havia prometido voltar, era um homem de barba… E assim também era Cortés.

## Contacto com os espanhóis

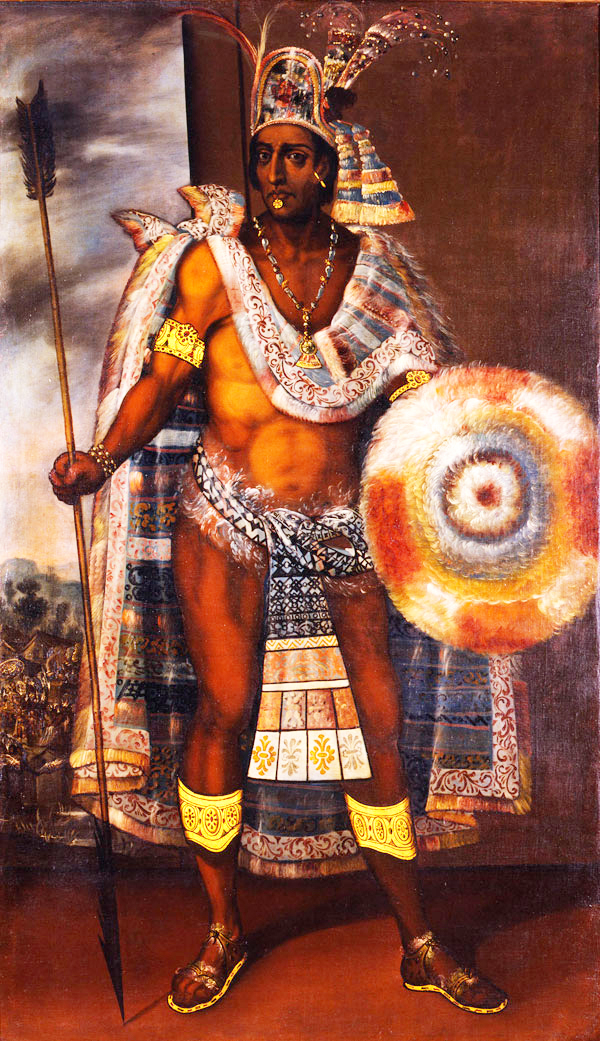
Retrato do final do século XVII atribuído a Antonio Rodríguez.

Na Primavera de 1519, ele recebeu as primeiras notícias de estranhos chegando à costa de seu império. Montezuma enviou um embaixador com duas roupas, uma do Deus Tlaloc, e outra do Deus Quetzalcoatl. Cada um destes deuses astecas tinha seus atributos: Tlaloc tinha uma máscara que fazia parecer que usasse óculos; já Quezalcoatl tinha uma máscara com uma barba. O embaixador asteca, ao ver o espanhol Hernán Cortés, achou que o conquistador tinha os atributos de Quezalcoatl, e vestiu-o como o deus. Em seguida, informou Montezuma a respeito. Cortés decidiu marchar até Tenochtitlán. Montezuma tentou evitar sua aproximação mandando mais presentes, mas a ambição por ouro era irresistível para os espanhóis. Momtezuma também enviou mágicos, sacerdotes, e mesmo um de seus embaixadores, Tzihuacpopoca, que fingiu ser o imperador. Montezuma enviou ainda mais presentes quando Cortés se aproximou de Tenochtitlán. O contador do reino asteca registrou:
- Eles deram aos espanhóis peças de ouro, penas da ave quetzal e gargantilhas de ouro. E quando lhes deram isso, suas faces eram de sorrisos, eles (os espanhóis) estavam maravilhados(…).
A 8 de Novembro de 1519, Montezuma encontrou Hernán Cortés, a quem acreditava ser o deus Quetzalcoatl. Quando Cortés chegou em Tenochtitlán, Montezuma presenteou-o com flores de seu próprio jardim, que era a mais alta honraria que poderia oferecer. Cortés ordenou-lhe que suspendesse todos os sacrifícios humanos: Montezuma concordou, o sangue do templo foi lavado, e as imagens dos deuses astecas foram substituídas por ícones do cristianismo. Montezuma até mesmo concordou em ser batizado e declarou-se um súdito do rei Carlos I de Espanha. Montezuma recebeu Cortés no palácio de Axayacatl com todos os seus homens e 3 mil indígenas aliados.

## Morte de Montezuma

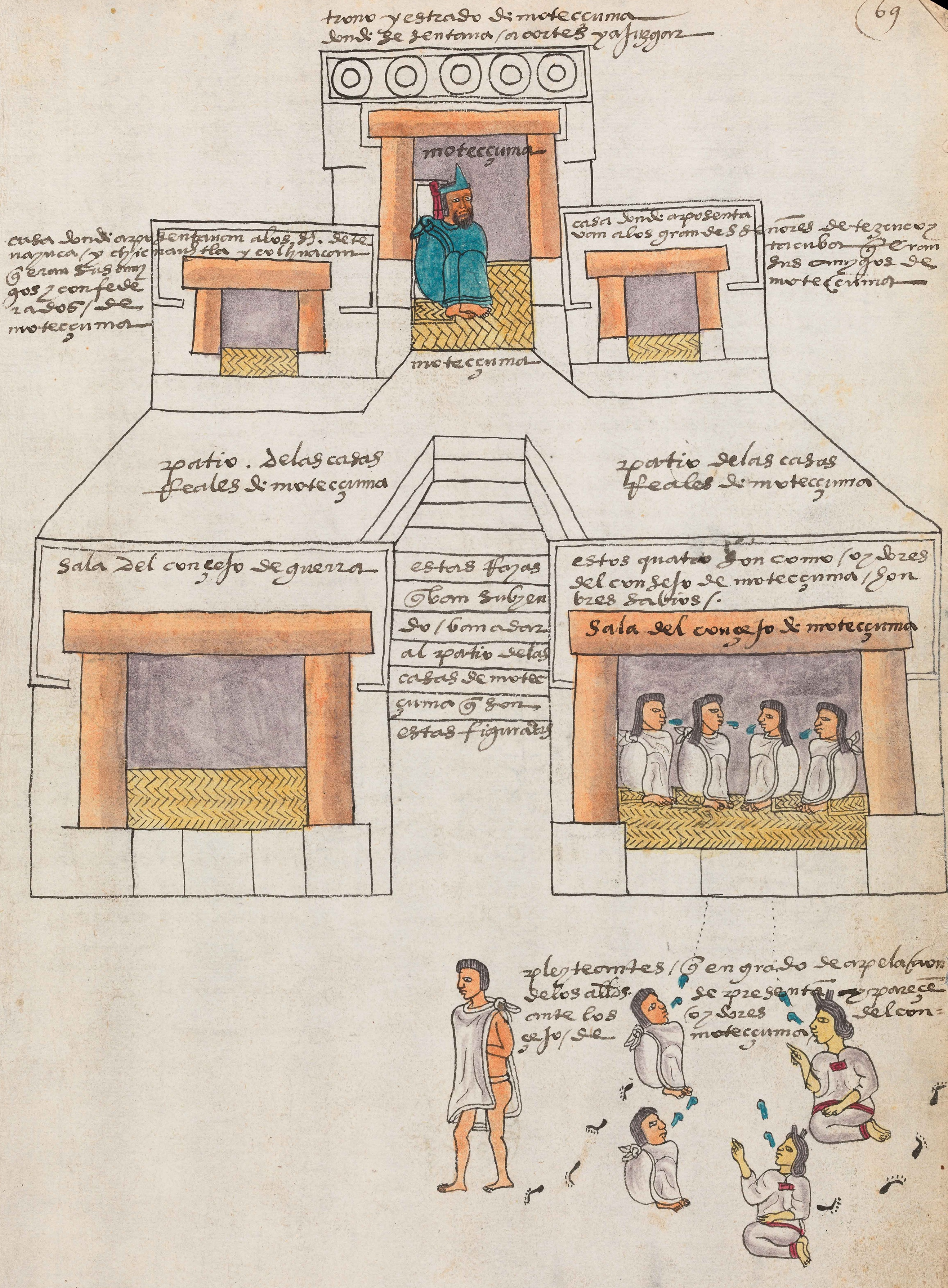
Palácio de Moctezuma.

Depois de ficarem em Tenochtitlán durante seis semanas, houve uma desavença entre os soldados com um asteca chamado Quetzalpopoca. Cortés usou o incidente como uma desculpa para fazer tomar Motecuhzoma como prisioneiro. Durante vários meses, Motecuhzoma continuou prisioneiro de Cortés. Então, em 1520, uma expedição de espanhóis sob o comando do Pánfilo de Narváez foi enviada por Diego Velásquez, com o objetivo de prender Cortés por traição. Antes de enfrentar Narváez, Cortés secretamente persuadiu os tenentes de Narváez a traí-lo e se aliarem a Cortés.
Enquanto Cortés estava longe de Tenochtitlan lidando com Narváez, seu segundo em comando Pedro de Alvarado massacrou um grupo de nobres astecas em resposta a um ritual de sacrifício humano em honra ao deus Huitzilopochtli. Os astecas retaliaram atacando o palácio onde os espanhóis foram esquartejados. Cortés voltou a Tenochtitlan e abriu caminho ao palácio. Ele então levou Motecuhzoma até o telhado do palácio para pedir a seus súditos que se retirassem. No entanto, nesta altura, o conselho governante de Tenochtitlan votara a deposição de Motecuhzoma e elegera seu irmão Cuitlahuac como o novo imperador. Um dos soldados astecas atingiu Motecuhzoma na cabeça com uma pedra, e este morreu alguns dias depois - embora os detalhes exatos de sua morte, em particular, quem foi o responsável, não são claras.

## Após a morte de Montezuma
Os espanhóis e seus aliados, percebendo que estavam vulneráveis em Tenochtitlan após a morte de Motecuhzoma, tentaram recuar sem serem percebidos no episódio que ficou conhecido como La Noche Triste. Os espanhóis e seus aliados indígenas foram descobertos quando fugiam e tiveram de lutar durante seu caminho para fora da cidade, com grande perda de vidas. Alguns espanhóis perderam suas vidas por afogamento, carregados de ouro. Os espanhóis se refugiaram em Tlacopan (atual Tacuba) e rumaram para Tlaxcala, onde se recuperaram e prepararam o segundo assalto, desta vez bem sucedido a Tenochtitlan. Após este incidente, um surto de varíola atingiu Tenochtitlan. Como os indígenas do Novo Mundo não tinham exposição prévia a varíola, este surto sozinho matou mais de 50% da população da região, incluindo o imperador, Cuitlahuac que foi substituído pelo sobrinho de Montezuma, Cuauhtémoc, um jovem de 19 anos, que sempre se opôs aos espanhóis. Ele conclamou o Povo Asteca a resistir a qualquer custo.
Enquanto isso, Cortés arregimentou um exército de Tlaxcalans, Texcocans, Totonacas, e outros descontes com os asteca. Um exército combinado de quase 100 mil guerreiros, a esmagadora maioria indígenas, que liderados por Cortés marcharam de volta ao Vale do México. Através de inúmeras batalhas e escaramuças, capturou várias cidades-estados indígenas (altepetl) em torno do lago e das montanhas circundantes, incluindo as outras capitais da Tríplice Aliança, Tlacopan e Texcoco. Texcoco, de fato, já tinha se tornado uma forte aliada dos espanhóis e, posteriormente, solicitou à coroa espanhola o reconhecimento dos seus serviços na conquista, assim como Tlaxcala tinha feito.
Utilizando barcos construídos em Texcoco de peças recuperadas dos navios afundados, Cortés bloqueou e sitiou Tenochtitlan por vários meses. Até que o exército liderado pelos espanhóis organizou um ataque à cidade utilizando barcos e pontes que os ligavam ao continente. Embora os atacantes tivessem pesadas baixas, a cidade de Tenochtitlan foi completamente destruída no processo e os astecas foram derrotados. Cuauhtémoc foi capturado quando tentava fugir da cidade. Cortés manteve-o preso por um período vários anos antes de finalmente executá-lo em 1525.
Durante o período da conquista, a filha de Motecuhzoma, Tecuichpotzin, se tornou a herdeira da riqueza do pai, recebendo o nome cristão de Isabel. Posteriormente se casou com vários espanhóis.

## Etimologia
Algumas vezes é chamado apenas de Montezuma. Montezuma é uma forma antiga de denominação, ao passo que Moctezuma tem sido usado pela língua espanhola. Motecuhzoma é seu nome original no idioma nahuatl, e significa "ele, que se torna governante por sua cólera". Vem da junção de mo = terceira pessoa (indicando posse); tecuhtli, "senhor"; e zoma, "zangado" ou "de olhar carrancudo". O uso de "segundo" é para distingui-lo de outro Moctezuma (chamado de Moctezuma I). Outra forma de diferenciá-los é que "Moctezuma I" era chamado Motecuhzoma Ilhuicamina (em nahuátl = "solitário que lança uma flecha ao céu"), enquanto "Moctezuma II" era chamado Motecuhzoma Xocoyotzin (Xocoyotzin significa "o honrado").
| Precedido por Ahuitzotl | 9º Tlatoani de Tenochtitlan 1502 - 1520 | Sucedido por Cuitláhuac |
| Precedido por Ahuitzotl | 6º Huey Tlatoani 1502 - 1520            | Sucedido por Cuitláhuac |
| Precedido por Ahuitzotl | 7º Tlacochcalcatl 1486 - 1502           | Sucedido por Quappiatl  |